# سیارک ۱۸۴۴
سیارک ۱۸۴۴ (به انگلیسی: 1844 Susilva، نامگذاری:1972UB) هزار و هشتصد و چهل و چهارمین سیارک کشف شده‌است که در ۳۰ اکتبر ۱۹۷۲ کشف شد.
قدر مطلق سیارک برابر ۱۱٫۰۰ است.